# Migdonia

Mapa de la Antigua Macedonia con la ubicación de Migdonia, al norte de la Península Calcídica.

Migdonia (en griego: Μυγδονία) fue un antiguo territorio, más tarde conquistada por Macedonia, la cual comprendía las llanuras alrededor de Terme (Tesalónica), junto con los valles de Profitis (griego: Προφήτης) y Bolbe, incluyendo el área de la desembocadura del río Axio y extendiéndose al este hasta el lago Bolbe. Hacia el norte estaba unido con Crestonia. Era la zona septentrional de la Calcídica, entre los cursos de los ríos Axio y Estrimón. El río Axio era la frontera natural entre Migdonia y Botiea. El río Equidoro, cuyo curso termina en el golfo Termaico cerca de los pantanos del Axio, tenía sus fuentes en Crestonia. El paso de Aulon o Aretusa era probablemente el límite de Migdonia con Bisaltia.
Las principales ciudades de Migdonia eran en el siglo V a. C., Terma (Tesalónica), Sindo, junto a la desembocadura del río Equidoro a unos 10 km al oeste de Terma, y Calestra junto a la desembocadura del río Axio y a unos 25 km al oeste de Terma. 
Los primeros habitantes fueron los migdonios, quienes dieron su nombre a la región. Peonios y también tracios (en particular, los edonos) dominaron y habitaron la región durante un tiempo, hasta que fue anexionada a Macedonia. Hoy, la mayor parte de Migdonia está comprendida dentro de la prefectura de Tesalónica, en Grecia.